# جنجال در ریو
جنجال در ریو (ایتالیایی: Non c'è due senza quattro) فیلمی در ژانر اکشن به کارگردانی انتسو باربونی است که در سال ۱۹۸۴ منتشر شد. از بازیگران آن می‌توان به ترنس هیل و باد اسپنسر اشاره کرد. این فیلم درباره دو مرد ثروتمند ایتالیایی است که می خواهند قرارداد بزرگی را امضا کنند . آنها برای مبارزه با فرد ناشناسی که تهدیدشان می کند ، دو نفر را که کاملا شبیه خودشان هستند ، در جای خود قرار می دهند این گونه ، هم جانشان حفظ می شود و هم شخص تهدیدکننده را پیدا می کنند و …